# 1674 w literaturze
Wydarzenia literackie w 1674 roku.

## Nowe poezje
- polskie
  - Wespazjan Kochowski - Niepróżnujące próżnowanie
- zagraniczne
  - John Milton - Raj utracony, wydanie II, ostateczne

## Urodzili się
- 17 lipca – Isaac Watts, poeta angielski

## Zmarli
- 10 października - Thomas Traherne, poeta angielski (ur. 1636)
- 15 października - Robert Herrick, poeta angielski (ur. 1591)
- 27 października - Hallgrímur Pétursson, poeta islandzki (ur. 1614)
- 8 listopada - John Milton, poeta angielski (ur. 1608)